# Борча
 Тази статия е за града в Сърбия.  За ръкава на Дунав вижте Борча (ръкав).  
Борча (на сръбски: Борча) е град в градска община Палилула, Белградски окръг, Сърбия.

## География
Намира се в крайната югозападна част на историческата област Банат. Разположен е северозападно от Палилула – квартал на Белград, започващ от центъра на столицата.

## Население
Населението на града възлиза на 46 086 души според преброяването през 2011 г. срещу 35 150 жители (2002).
Етнически състав
- сърби – 30 479 души (86,71 %)
- цигани – 1296 души (3,68 %)
- югославяни – 474 души (1,34 %)
- горани – 464 души (1,32 %)
- черногорци – 355 души (1,01 %)
- мюсюлмани – 271 души (0,77 %)
- македонци – 240 души (0,68 %)
- хървати – 232 души (0,66 %)
- унгарци – 98 души (0,27 %)
- албанци – 87 души (0,24 %)
- българи – 43 души (0,12 %)
- други – 158 души (0,41 %)
- недекларирали – 310 души (0,88 %)